# Riserva forestale di Kazimzumbwi
La riserva forestale di Kazimzumbwi è un'area naturale protetta della Tanzania, situata nell'area delle Pugu Hills, circa 20 km a sudovest di Dar es Salaam. Ha un'area di 4887 ettari, e un'altitudine compresa fra 120 e 280 m. La riserva venne istituita nel 1936, ma per diversi anni fu comunque permessa l'agricoltura nell'area, e fino agli anni settanta anche la produzione di legname.
La foresta di Kazimzubwi e quella adiacente di Pugu costituiscono ciò che resta di una delle foreste più antiche del mondo.